# Trigonidium (orquídea)
Trigonidium é um género botânico pertencente à família das orquídeas (Orchidaceae). Foi proposto por John Lindley em Edwards's Botanical Register 23: t. 1923, em 1837. O nome é uma referência ao triângulo formado pela posição das sépalas de suas flores. O Trigonidium obtusum Lindley é a espécie tipo deste gênero.

## Distribuição
Trigonidium agrupa cerca de catorze espécies epífitas, raro rupícolas, de crescimento cespitoso, que existem na área compreendida entre México, Peru e Brasil, normalmente crescendo à sombra das matas úmidas da Serra do Mar e do interior.

## Descrição
Trigonidium é parente muito próximo de Maxillaria, e com as mesmas pode ser facilmente confundido quando sem flores. Podem ter rizoma curto ou longo. São plantas pequenas ou médias, com pequenos pseudobulbos lateralmente comprimidos, que lembram os de uma Mormolyca rufescens em algumas espécies, ou de uma Maxillaria cerifera em outras, com uma a três folhas apicais.
Caracteriza-se por suas flores solitárias, em longo pedúnculo que brota das Baínhas que guarnecem os pseudobulbos, com largas sépalas unidas na base, ou pelo menos justapostas, formando uma espécie de tubo cônico ou cálice, que se alarga para a extremidade e abrigando pequenas pétalas bem pequenas quando comparadas às sépalas, e ainda menor labelo trilobado. Possuem quatro polínias.
São plantas de cultivo muito fácil, extremamente floríferas, algumas espécies bastante perfumadas.